# Waalse Pijl 2023
De Waalse Pijl vond in 2023 plaats op 19 april. Er was zowel een mannen- als een vrouweneditie.

## Mannen
Bij de mannen was het de 87e editie van deze wedstrijd. Titelverdediger was Dylan Teuns. De Sloveen Tadej Pogačar won deze editie. De Deen, Mattias Skjelmose Jensen eindigde als tweede. Mikel Landa kwam als derde over de finish.
De start vond plaats in Herve. De finish lag zo'n 194 kilometer verderop, op de muur van Hoei.

### Deelnemende ploegen
De achttien UCI World Tour-teams van dit seizoen plus zeven Proteams startten met zeven renners per team wat het deelnemersveld op 175 bracht.

### Uitslag
| Plaats  | Naam                     | Ploeg               | tijd     |
| ------- | ------------------------ | ------------------- | -------- |
| Winnaar | Tadej Pogačar            | UAE Team Emirates   | 4u27'53" |
| 2       | Mattias Skjelmose Jensen | Trek-Segafredo      | z.t.     |
| 3       | Mikel Landa              | Bahrain-Victorious  | z.t.     |
| 4       | Michael Woods            | Israel-Premier Tech | +3"      |
| 5       | Giulio Ciccone           | Trek-Segafredo      | z.t.     |
| 6       | Victor Lafay             | Cofidis             | z.t.     |
| 7       | Tiesj Benoot             | Jumbo-Visma         | z.t.     |
| 8       | Maxim Van Gils           | Lotto-Dstny         | z.t.     |
| 9       | Romain Bardet            | Team DSM            | z.t.     |
| 10      | Warren Barguil           | Arkéa Samsic        | z.t.     |

## Vrouwen
Bij de vrouwen was het de 26e editie van deze wedstrijd. Titelverdedigster was de Italiaanse Marta Cavalli. Deze editie werd gewonnen door Demi Vollering. De derde Nederlandse renster die deze editie op haar naam schrijft. Anna van der Breggen en Marianne Vos gingen haar voor.
Vollering won deze editie door vroeg op de Muur van Hoei aan te vallen. De Duitse Liane Lippert eindigde als tweede. Gaia Realini kwam als derde over de finish.

### Deelnemende ploegen
Alle vijftien World Tourploegen namen deel, aangevuld met negen continentale teams, waaronder het Nederlandse Parkhotel Valkenburg en de Belgische ploegen AG Insurance-Soudal Quick-Step, Duolar-Chevalmeire en Lotto Dstny Ladies.
| UCI World Tour teams | UCI World Tour teams                                                              | UCI Continental teams | UCI Continental teams |
| --- | --------------------------------------------------------------------------------- | --- | --------------------- |
| Canyon//SRAM Racing DSM EF Education-TIBCO-SVB Fenix-Deceuninck FDJ-Suez Human Powered Health Israel Premier Tech Roland Jayco AlUla | Jumbo-Visma Liv Racing TeqFind Movistar SD Worx Trek-Segafredo UAE Team ADQ Uno-X | AG Insurance-Soudal Quick-Step Cofidis Coop-Hitec Products Duolar-Chevalmeire Lifeplus Wahoo Lotto Dstny Ladies Parkhotel Valkenburg Saint Michel-Mavic-Auber 93 Zaaf Cycling Team |                       |

### Uitslag
| Plaats  | Naam                   | Ploeg                          | tijd     |
| ------- | ---------------------- | ------------------------------ | -------- |
| Winnaar | Demi Vollering         | Team SD Worx                   | 3u29'25" |
| 2       | Liane Lippert          | Movistar Team                  | +5"      |
| 3       | Gaia Realini           | Trek-Segafredo                 | +7"      |
| 4       | Mavi García            | Liv Racing TeqFind             | +10"     |
| 5       | Évita Muzic            | FDJ-Suez                       | z.t.     |
| 6       | Ashleigh Moolman-Pasio | AG Insurance-Soudal Quick-Step | z.t.     |
| 7       | Annemiek van Vleuten   | Movistar Team                  | z.t.     |
| 8       | Silvia Persico         | UAE Team ADQ                   | +16"     |
| 9       | Elise Chabbey          | Canyon-SRAM                    | z.t.     |
| 10      | Yara Kastelijn         | Fenix-Deceuninck               | z.t.     |

1936 · 1937 · 1938 · 1939 · 1940 · 1941 · 1942 · 1943 · 1944 · 1945 · 1946 · 1947 · 1948 · 1949 · 1950 · 1951 · 1952 · 1953 · 1954 · 1955 · 1956 · 1957 · 1958 · 1959 · 1960 · 1961 · 1962 · 1963 · 1964 · 1965 · 1966 · 1967 · 1968 · 1969 · 1970 · 1971 · 1972 · 1973 · 1974 · 1975 · 1976 · 1977 · 1978 · 1979 · 1980 · 1981 · 1982 · 1983 · 1984 · 1985 · 1986 · 1987 · 1988 · 1989 · 1990 · 1991 · 1992 · 1993 · 1994 · 1995 · 1996 · 1997 · 1998 · 1999 · 2000 · 2001 · 2002 · 2003 · 2004 · 2005 · 2006 · 2007 · 2008 · 2009 · 2010 · 2011 · 2012 · 2013 · 2014 · 2015 · 2016 · 2017 · 2018 · 2019 · 2020 · 2021 · 2022 · 2023 · 2024
Lijst van beklimmingen
Tour Down Under ·
Great Ocean Road Race ·
Ronde van de Verenigde Arabische Emiraten ·
Omloop Het Nieuwsblad ·
Strade Bianche ·
Parijs-Nice · 
Tirreno-Adriatico · 
Milaan-San Remo ·
Ronde van Catalonië ·
Classic Brugge-De Panne ·
E3 Saxo Bank Classic ·
Gent-Wevelgem ·
Dwars door Vlaanderen ·
Ronde van Vlaanderen ·
Ronde van het Baskenland ·
Parijs-Roubaix ·
Amstel Gold Race ·
Waalse Pijl ·
Luik-Bastenaken-Luik ·
Ronde van Romandië ·
Eschborn-Frankfurt ·
Ronde van Italië ·
Critérium du Dauphiné ·
Ronde van Zwitserland ·
Ronde van Frankrijk ·
Clásica San Sebastián ·
Ronde van Polen ·
BEMER Cyclassics ·
Renewi Tour ·
Ronde van Spanje ·
Bretagne Classic ·
GP van Quebec ·
GP van Montréal ·
Ronde van Lombardije ·
Ronde van Guangxi
Tour Down Under ·
Cadel Evans Great Ocean Road Race ·
Ronde van de Verenigde Arabische Emiraten ·
Omloop Het Nieuwsblad ·
Strade Bianche ·
Ronde van Drenthe ·
Trofeo Alfredo Binda-Comune di Cittiglio ·
Brugge-De Panne ·
Gent-Wevelgem ·
Ronde van Vlaanderen ·
Parijs-Roubaix ·
Amstel Gold Race ·
Waalse Pijl ·
Luik-Bastenaken-Luik ·
La Vuelta España Femenina ·
Itzulia Women ·
Ronde van Burgos ·
RideLondon Classic ·
Ronde van Zwitserland ·
Giro Donne ·
Tour de France Femmes ·
Ronde van Scandinavië ·
GP de Plouay-Bretagne ·
Simac Ladies Tour ·
Ronde van Romandië ·
Ronde van Chongming ·
Ronde van Guangxi
Afgelaste wedstrijden: The Women's Tour ·
Postnord Vårgårda WestSweden